# Megaselia laxa
Megaselia laxa är en tvåvingeart som beskrevs av Borgmeier 1967. Megaselia laxa ingår i släktet Megaselia och familjen puckelflugor. Inga underarter finns listade i Catalogue of Life.